# گونیچ
گونیچ، روستایی در دهستان کارواندر بخش مرکزی شهرستان خاش در استان سیستان و بلوچستان ایران است.

## جمعیت
بر پایه سرشماری عمومی نفوس و مسکن در سال ۱۳۹۵، جمعیت این روستا برابر با ۲۹۳ نفر (۷۶ خانوار) بوده‌است.